# Gottfried Klaunig
Gottfried Klaunig (* 1676 in Breslau; † 17. Januar 1731 ebenda) war ein deutscher Mediziner und Mitglied der Gelehrtenakademie „Leopoldina“.
Gottfried Klaunig war zunächst pfälzischer Hofarzt. Er wurde dann Leib- und Hofarzt des Kaisers und war Stadtarzt in Breslau.
Gottfried Klaunig wurde am 15. November 1705 unter der Matrikel-Nr. 268 mit dem akademischen Beinamen EUBULUS als Mitglied in die Deutsche Akademie der Naturforscher Leopoldina aufgenommen.

## Publikationen
- Dissertatio medica inauguralis, de spasmo ... ex auctoritate ... Jacobi Triglandii I.F.I.N.
- Missive von dem, Von undencklichen Jahren bekandten Numehro aber durch Göttliche Schickung abermals experimentirten und zu vielen Kranckheiten heylsambesundenen Schwefel- oder Gesund-Brunn zu Wersingave	, Biblioteka Narodowa (Polen)
- Nosocomium charitatis sive Historiarum medicarum in Nosocomio S.S. Trinitati sacro observatorum.
- Henel von Hennenfeld, Nicolaus; Fibiger, Michael Joseph; Knorr von Rosenroth, Anton Christian; Gryphius, Christian; Klaunig, Gottfried: Necessariis Scholiis, Observationibvs Et Indice Avcta. Digitalisat